# Agabus vereschaginae
Agabus vereschaginae là một loài bọ cánh cứng trong họ Bọ nước. Loài này được Angus miêu tả khoa học năm 1984.